# Giovanni di Brienne
Giovanni di Brienne, noto anche come Giovanni I (in francese Jean de Brienne; 1158 circa – Costantinopoli, 23 marzo 1237) è stato un nobile, condottiero e poeta francese, figlio del conte Erardo II di Brienne, sposò nel 1210 la regina Maria e, in quanto suo marito, fu re di Gerusalemme fino alla morte della consorte, avvenuta nel 1212. Continuò a governare il regno di Gerusalemme in qualità di reggente di sua figlia Jolanda fino al 1225, anno della sua incoronazione e del suo matrimonio con Federico II di Svevia. Nel 1229 venne eletto imperatore latino di Costantinopoli in qualità di reggente di Baldovino II e mantenne tale titolo fino al 1237, anno della sua morte.

## Biografia
Figlio secondogenito di Erardo II, conte di Brienne, e di Agnese de Montfaucon. Destinato in origine ad una carriera ecclesiastica, aveva preferito diventare un cavaliere, e in anni di tornei e combattimenti si era conquistato una notevole fama. 

### Conte di Brienne
Dopo la morte del fratello Gualtiero III, nel 1205, governò la Contea di Brienne per conto del nipote Gualtiero IV di pochi mesi (che viveva nell'Italia meridionale). In qualità di principale vassallo del conte di Champagne, Giovanni frequentò la corte di Bianca di Navarra, che governò la Champagne durante la minore età del figlio, e di cui si guadagnò la stima. Nel 1208 giunsero degli inviati dalla Terra Santa per chiedere a Filippo II, re di Francia, di selezionare uno dei suoi baroni come marito per l'ereditiera e sovrana del regno di Gerusalemme. Filippo scelse Giovanni di Brienne, e promise di sostenerlo nella sua nuova dignità. Giovanni visitò quindi papa Innocenzo III a Roma.

### Re di Gerusalemme

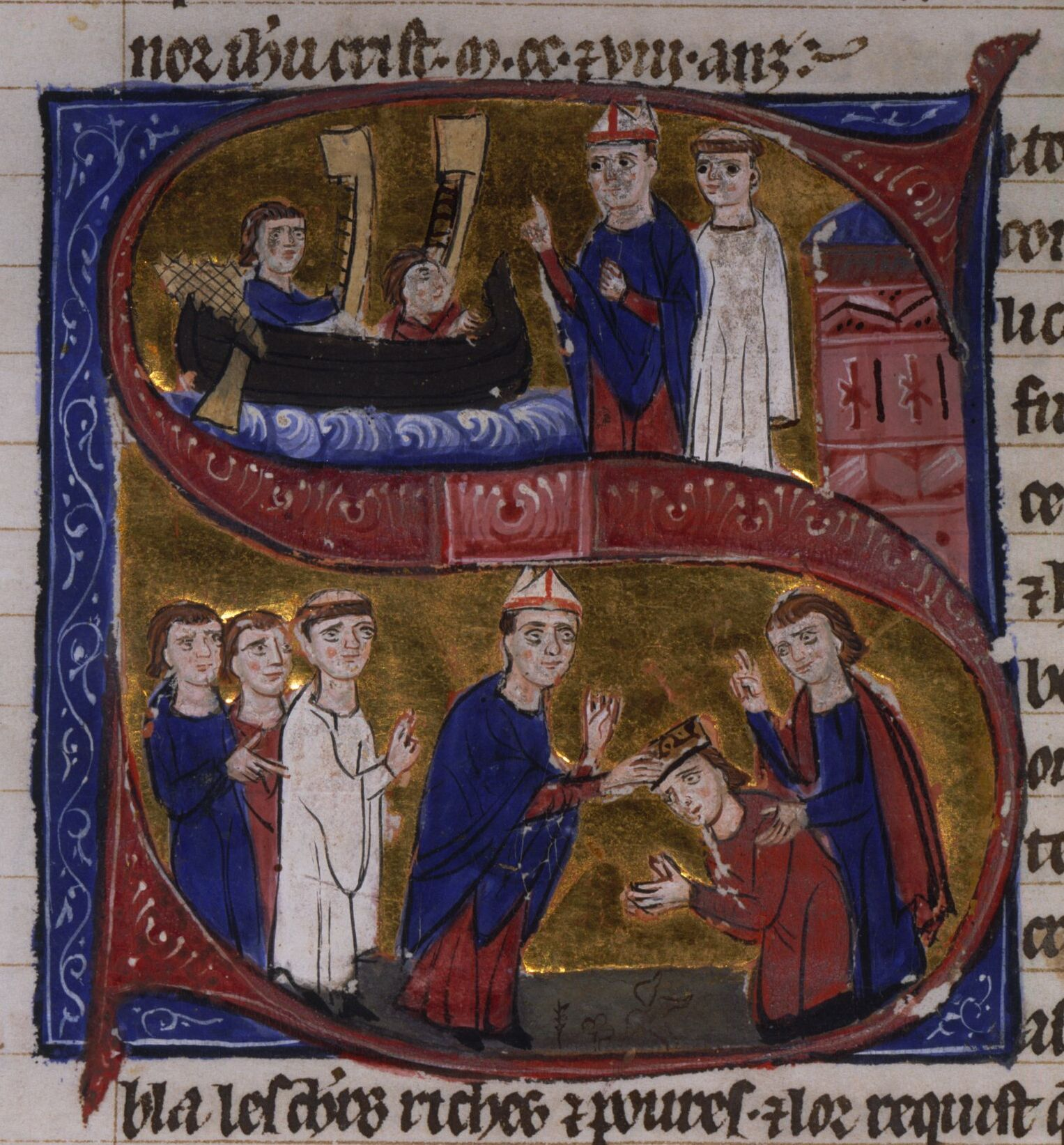
Arrivo di Giovanni di Brienne a Tiro e sua incoronazione. Miniatura da un codice manoscritto del XIII secolo.

Giovanni sbarcò ad Acri il 13 settembre 1210 e il giorno seguente, il Patriarca di Gerusalemme Alberto di Vercelli lo sposò con la regina Maria di Monferrato (figlia di Corrado del Monferrato e Isabella di Gerusalemme).
Vennero incoronati a Tiro il 3 ottobre, assumendo il titolo di re di Gerusalemme. Nel 1211, dopo alcuni interventi saltuari, concluse una tregua di cinque anni col sultano Malik al-'Adil, fratello di Saladino. Nel 1212 perse la moglie, che gli lasciava una figlia, Yolanda (nota anche come Isabella), e poco dopo sposò la principessa Stefania, figlia di Leone II d'Armenia.
Durante la quinta crociata fu una figura di spicco. Ammalatosi Andrea II re d'Ungheria, i crociati, dopo l'arrivo di nuovi rinforzi ad Acri, elessero Giovanni come comandante. A sorpresa nel 1219 i crociati conquistavano Damietta, in Egitto (la notizia fu così drammatica che il sultano morì), ma nel 1222 dovettero condurre delle trattative di pace. Il legato di Albano, Pelagio, però, pretese immediatamente di assumere la direzione della Crociata, sostenuto in ciò dai Crociati italiani, ed entrò in urto con Giovanni, che era appoggiato dai baroni di Siria e dai crociati francesi. Pelagio si rifiutò di accettare le condizioni favorevoli del sultano, come il re consigliava, portando al fallimento della crociata.

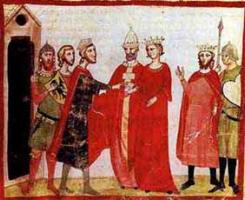
Matrimonio di Jolanda di Brienne con Federico II, miniatura medievale, Biblioteca Vaticana (XIV secolo).

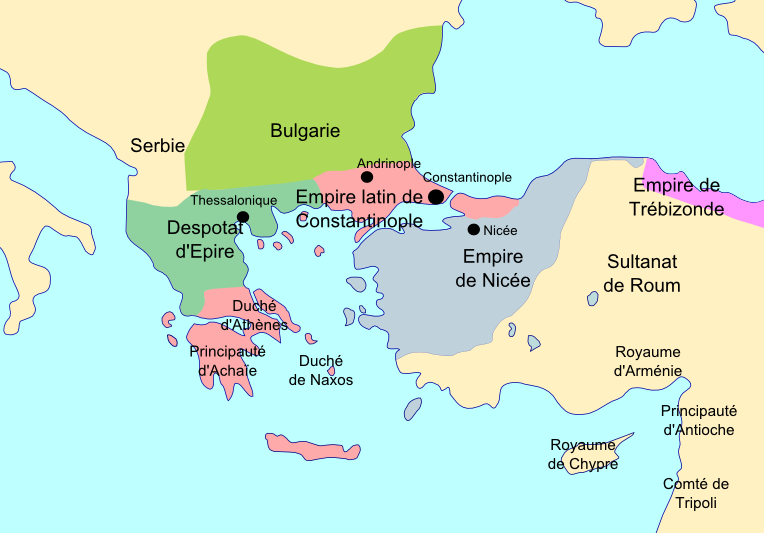
I Balcani e l'Asia Minore nel 1230, l'impero di Bulgaria (verde chiaro), il despotato d'Epiro (verde scuro), l'impero latino d'oriente (rosa), l'impero di Nicea (grigio), impero di Trebisonda (viola).

Re Giovanni si recò pertanto in Occidente per ottenere aiuto per il suo regno. Nel 1223 incontrò papa Onorio III e l'imperatore Federico II a Ferentino: qui si stabilì un accordo per cui all'imperatore veniva promessa in sposa la figlia di Giovanni, Isabella, erede del regno di Gerusalemme, in cambio dell'impegno per una crociata e il recupero della Terrasanta. Dopo l'incontro di Ferentino, Giovanni andò in Francia e in Inghilterra, trovando poco conforto: il 6 agosto 1223, nella cattedrale di Reims, partecipò alla cerimonia di incoronazione del nuovo re di Francia Luigi VIII.
Da lì poi si recò a Santiago di Compostela, dove il re Alfonso IX di León gli offrì la mano di una delle sue figlie e la promessa del suo regno: Giovanni scelse come sua terza sposa Berenguela, più giovane di quasi quaranta anni rispetto a lui; le nozze vennero celebrate nel 1224 a Toledo.
Dopo una visita in Germania tornò a Roma nel 1225. A Brindisi a novembre assistette alle nozze della figlia Jolanda che sposò l'imperatore e re di Sicilia Federico II di Svevia. Presto però ricevette l'inattesa richiesta da parte del genero Federico II di abbandonare il suo titolo e dignità di re, in favore dell'imperatore stesso in nome della moglie, in contrasto con gli accordi di Ferentino.

### Imperatore reggente di Costantinopoli
Infatti Federico II, giunto a Gerusalemme nel 1228, risolse la sesta crociata accordandosi con il sultano d'Egitto Malik al Kamil. Il 18 marzo 1229, nella basilica del Santo Sepolcro, Federico si incoronò re di Gerusalemme.
Papa Gregorio IX diede allora incarico a Giovanni di Brienne di mettersi a capo delle truppe pontificie che, fomentando i baroni del regno di Sicilia, occuparono l'Italia meridionale durante l'assenza dell'imperatore. Ma l'esercito del papa e dei baroni ribelli venne disperso a Capua dalle truppe di Federico rientrato prontamente dalla Terrasanta e Giovanni dovette ritirarsi.
Dopo la sconfitta, nel 1229 papa Gregorio IX decise di inviarlo a Costantinopoli. Dopo mesi di trattative, Giovanni e gli inviati dell'impero latino di Costantinopoli firmarono a Perugia un trattato che fu confermato da papa Gregorio il 9 aprile 1229.
Giovanni fu eletto imperatore-reggente, mentre il giovane Baldovino di Courtenay avrebbe sposato la sua seconda figlia, raggiunti i vent'anni avrebbe co-governato, e gli sarebbe succeduto dopo la morte di Giovanni.
Quindi si stabilì a Costantinopoli e fu incoronato imperatore a Santa Sofia nell'autunno del 1231. Qui all'inizio del 1235, con poche truppe, respinse vittoriosamente un assedio alla città portato da Giovanni III Vatatze, imperatore di Nicea, e Ivan Asen II di Bulgaria, che avevano occupato gli ultimi territori latini in Tracia e in Asia Minore.
Giovanni diresse con successo la difesa della sua capitale durante i mesi di assedio, con gli assedianti che si ritirarono solo dopo che Goffredo II di Villehardouin e le flotte unite delle città marinare italiane sconfissero la loro flotta nel 1236. 
Dopo questa ultima prodezza d'armi, forse esagerata dai cronisti latini (i quali lo paragonarono a Ettore, Orlando e ai Maccabei), Giovanni l'anno dopo morì quasi ottantenne, ricco di gloria ma privo di ricchezze, da frate francescano.

## Poeta
Giovanni di Brienne è stato anche un esponente della Scuola poetica siciliana di Federico II di Svevia. Si è conservato un discordo,  Donna, audite como, nel quale il cavaliere tratta raffinatamente il tema amoroso con forme comunque popolari.

## Matrimoni e discendenza
Giovanni si sposò tre volte.
Con la sua prima moglie, Maria del Monferrato, ebbe una figlia:
- Jolanda, poi regina di Gerusalemme, regina consorte di Sicilia e imperatrice del Sacro Romano Impero.

Dalla sua seconda moglie, Stefania di Armenia, ebbe un figlio che morì durante l'infanzia.
Con la sua terza moglie, Berenguela di León, ebbe quattro figli:
- Maria (1225 - 1275), che sposò l'imperatore Baldovino II di Costantinopoli.
- Alfonso (c. 1228 - 1270), che sposò Marie d'Issoudon, contessa di Eu, e divenne conte di Eu e fu anche Gran Ciambellano di Francia.
- Giovanni (c. 1230 - 1296), che nel 1258 divenne Gran Ciambellano di Francia. Sposò in prime nozze, Giovanna, figlia di Goffredo VI, visconte di Chateaudun, e poi Marie de Coucy, vedova di re Alessandro II di Scozia. Ebbe una figlia, Bianca dal suo primo matrimonio.
- Luigi (c. 1235 - 1263), che sposò Agnese di Beaumont e divenne visconte di Beaumont nel suo pieno diritto. Tra i suoi figli Enrico di Beaumont, conte di Buchan.

## Ascendenza
|                       |   |                                | Genitori |  |  | Nonni                   |  |  | Bisnonni                        |  |
|                       |   |                                |          |  |  | Gualtiero II di Brienne |  |  | Amadeus II conte di Montbéliard |  |
|                       |   |                                |          |  |  | Gualtiero II di Brienne |  |  | Amadeus II conte di Montbéliard |  |
|                       |   | Beatrice di Grandson-Joinville |          |  |  | Gualtiero II di Brienne |  |  |                                 |  |
| Erardo II di Brienne  |   |                                |          |  |  | Gualtiero II di Brienne |  |  |                                 |  |
|                       |   | Adèle di Soissons              | …        |  |  |                         |  |  |                                 |  |
|                       |   | Adèle di Soissons              | …        |  |  |                         |  |  |                                 |  |
|                       |   | Adèle di Soissons              | …        |  |  |                         |  |  |                                 |  |
| Giovanni di Brienne   |   | Adèle di Soissons              |          |  |  |                         |  |  |                                 |  |
|                       | … | …                              |          |  |  |                         |  |  |                                 |  |
|                       | … | …                              |          |  |  |                         |  |  |                                 |  |
|                       | … | …                              |          |  |  |                         |  |  |                                 |  |
| Agnese di Mountfaucon | … |                                |          |  |  |                         |  |  |                                 |  |
|                       |   | …                              | …        |  |  |                         |  |  |                                 |  |
|                       |   | …                              | …        |  |  |                         |  |  |                                 |  |
|                       |   | …                              | …        |  |  |                         |  |  |                                 |  |
|                       |   | …                              |          |  |  |                         |  |  |                                 |  |